# Pterocerina nigricauda
Pterocerina nigricauda är en tvåvingeart som beskrevs av Blanchard 1938. Pterocerina nigricauda ingår i släktet Pterocerina och familjen fläckflugor. Inga underarter finns listade i Catalogue of Life.